# Robert Bacher

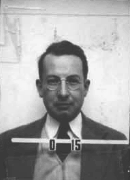
Robert Bacher med Los Alamos id-nummer

Robert Fox Bacher, född 31 augusti 1905 i Loudonville, Ohio, död 18 november 2004 i Montecito, Kalifornien var en kärnfysiker och en av de ledande personerna inom Manhattanprojektet.
Han tog examen och doktorerade vid University of Michigan. År 1943 blev han medlem av Manhattanprojektet och var ledare för avdelningen för bombfysik 1944–1945.
Efter kriget ingick han i USA:s atomenergikommission mellan 1946 och 1949, därefter blev han professor vid California Institute of Technology.